# روبرت أو. يونغ
روبرت أو. يونغ (بالإنجليزية: Robert O. Young)‏ هو كاتب أمريكي، ولد في 6 مارس 1952.

## وصلات خارجية
- الموقع الرسمي